# Eria pseudoleiophylla
Eria pseudoleiophylla är en orkidéart som beskrevs av Jeffrey James Wood. Eria pseudoleiophylla ingår i släktet Eria och familjen orkidéer. Inga underarter finns listade i Catalogue of Life.